# Teoponte (gemeente)
Teoponte is een gemeente (municipio) in de Boliviaanse provincie Larecaja in het departement La Paz. De gemeente telt naar schatting 9.945 inwoners (2018)). De hoofdplaats is Teoponte.

## Indeling
De gemeente bestaat uit 2 kantons:
- Cantón Litoral Tajlihui[3] - 2.914 inwoners (2001)
- Cantón Teoponte[4] - 4.195 inw.